# Augn
Augn (auch geschrieben AUGN) ist eine deutsche Rockband aus Berlin, die Ende 2022 erstmals in Erscheinung getreten ist. Ab 2023 folgten Konzerte, Teilnahmen an Festivals und Plattenveröffentlichungen. Die Band besteht aus einem Duo zweier anonymer Musiker.

## Hintergrund
Der Instagram-Account von Augn wurde im Februar und der YouTube-Account im Juli 2021 eingerichtet. Das erste Mal öffentlich in Erscheinung getreten ist die Band im Oktober 2022 mit der Veröffentlichung eines Liedes mit einem dazugehörigen Musikvideo (Titel Very Sad Opfertyp). In den folgenden Monaten veröffentlichte Augn jeden Monat mindestens ein weiteres Lied im Internet. Entsprechend entstanden zwischen Oktober bis Dezember 2022 die Lieder Brandenburger Wolf, Bitcoin, Nokia 3210 und Very Sad Opfertyp. Der erste öffentliche Auftritt der Band fand am 29. April 2023 auf dem c/o pop Festival in Köln statt. Am 12. Mai 2023 veröffentlichte Augn ihr Doppeltdebütalbum Du Wirst Sehen (schwarze LP Hülle) / Grauer Star (Weiß-LP Hülle) mit jeweils 8 Songs. Am gleichen Tag erschien im Spiegel eine Besprechung des Doppelalbums von Andreas Borcholte. Dieser schreibt in dem Artikel: sie (attackieren) die Bigotterie bürgerlicher Empörung bis zur Schmerzgrenze. [...] Die Augen dieser beiden Pop-Terroristen sind unerbittlich auf die aktuelle Verspießungstendenz einer deutschen Gesellschaft gerichtet, die vor der Moderne kapituliert. So viel Durchblick ist selten heutzutage.
Die Lieder von Augn beginnen meist mit einem Intro mit gesprochenem Text und dann folgt im zweiten Teil der Gesang. Die Neue Zürcher Zeitung beschrieb in einem Artikel die Textinhalte von Augn u. a. mit den Worten: Eine Härte, wie man sie auf Deutsch noch nicht kannte. Spiegel Online kürte den Song Deutschrap ist tot von Augn zum Song des Jahres 2023 und die Sendung Kulturzeit stellte im April 2024 die Band in einem Beitrag ausführlich vor.

## Konzerte und Festivals
Zwischen 2023 und 2024 ist die Band u. a. bei folgenden Musikfestivals aufgetreten:
- Nürnberg Pop (Oktober 2024)
- Open Flair Festival (August 2024),[8]
- Polimagie Festival (April 2024)
- Kulturkosmosgelände Fusion Festival (Juni 2024)
- About Pop Festival (Mai 2024)
- Reeperbahn Festival (September 2023)[9]
- c/o pop Festival (April 2023)[10]

Darüber hinaus ging Augn auch auf Tour und gab Konzerte in Deutschland, Österreich und der Schweiz.
Auf Konzerten tragen die beiden Musiker Strumpfmasken auf dem Kopf. Einer spielt hierbei den Bass und der Andere singt am Mikrofon, wobei die Musik und der Gesang, aber auch Ansagen (zumeist wüste Publikumsbeschimpfungen) und zum Teil auch der Applaus vom Band kommen. Bei einem Konzert in Berlin traten die Bandmitglieder persönlich gar nicht in Erscheinung und stellten zwei Schaufensterpuppen auf die Bühne.
Fester Teil der Konzert- und Festivalauftritte von Augn bilden wüste Beschimpfungen des Publikums, der lokalen Veranstalter und der Stadt, in welcher das jeweilige Event stattfindet. Die Beschimpfungen laufen per Endlosschleife vom Band ab und dauern ca. eine Stunde an bevor das eigentliche Konzert beginnt. Die Bandansagen werden auch zwischen den einzelnen Liedern abgespielt. Beim Konzert im „Monarch“ am Kottbusser Tor in Berlin war beispielsweise von der automatisierten Roboteransage zu hören: Der Monarch ist ein stinkender Scheißklub und ihr alle seid Versager; Du wirst nicht viel bekommen für dein Geld und Ausschnitte der Beschimpfungen finden sich auch auf der Instagram-Seite der Band (u. a. Überzeugte Faschos verkleidet als Zecken = Berner Konzertpublikum; Wie Rechts und Pädomäßig kann ein Kaff sein? Nürnberg: Ja.).

## Diskografie
In den Jahren 2023 und 2024 hat Augn jeweils ein Doppelalbum mit je 8 Songs veröffentlicht.
- 2023: Du wirst sehen / Grauer Star (Isbessa)[16] (Album der Woche im Spiegel[17])
- 2024: Gerstenkorn / Fata Morgana (Dioptrien)[18][12]